# Mallota florea
Mallota florea är en tvåvingeart som först beskrevs av Carl von Linné 1758.  Mallota florea ingår i släktet hålblomflugor, och familjen blomflugor.
Artens utbredningsområde är Sverige. Inga underarter finns listade i Catalogue of Life.